# Взгляды (Новгородская область)
Взгляды — деревня в Волотовском муниципальном районе Новгородской области, с 12 апреля 2010 года входит в сельское поселение Волот.
Деревня расположена в Приильменской низменности, находится на высоте 74 м над уровнем моря, на правом берегу реки Перехода, у автодороги Р48, между посёлком Волот и городом Старая Русса. Непосредственно ко Взглядам примыкают ещё три деревни: Порожки — с севера, Подсосонье — с запада и Уницы — с северо-запада.

## История
До 12 апреля 2010 года деревня была административным центром ныне упразднённого Взглядского сельского поселения.

## Население
| 2010 |
| ---- |
| 153  |

## Экономика, социально-значимые объекты и достопримечательности
Есть сельскохозяйственное предприятие — СПК «Октябрьский», прежде оно существовало в виде совхоза, и в виде колхоза, также есть участковая ветеринарная лечебница.
В деревне Взгляды на деньги предпринимателя из Санкт-Петербурга с 2007 года ведётся реставрация Благовещенской церкви.

## Транспорт
Автодороги: Р48 — участок между Волотом и Старой Руссой, дорога в деревню Горки и на станцию Взгляды Октябрьской железной дороги на линии Бологое-Московское — Валдай — Старая Русса — Дно-1.